# Stiftsgrün
Stiftsgrün ist ein Gemeindeteil der Gemeinde Konradsreuth im Landkreis Hof (Oberfranken, Bayern). Stiftsgrün liegt in der Gemarkung Föhrenreuth.

## Geografie
Nördlich der Einöde befindet sich der Flugplatz Hof-Plauen. Ein Anliegerweg führt entlang des Pfarrwaldes zu einem Neubaugebiet von Konradsreuth (0,6 km südlich).

## Geschichte
Im Jahr 1353 stiftete Heinrich der Lange, Vogt von Plauen, dem Spital Hof Güter in „Stylangrün“. Gegen Ende des 18. Jahrhunderts bestand Stiftsgrün aus zwei Anwesen. Die Hochgerichtsbarkeit  hatte das bayreuthische Stadtvogteiamt Hof. Das Hospitalamt Hof war Grundherr der beiden Anwesen.
Von 1797 bis 1810 unterstand Stiftsgrün dem Justiz- und Kammeramt Hof. Infolge des Ersten Gemeindeedikts wurde Stiftsgrün dem 1812 gebildeten Steuerdistrikt Konradsreuth und der zugleich entstandenen Ruralgemeinde Föhrenreuth zugewiesen. Im Zuge der Gebietsreform in Bayern wurde Stiftsgrün am 1. Januar 1972 nach Konradsreuth eingemeindet.

### Einwohnerentwicklung
| Jahr      | 1799  | 1819  | 1861   | 1871   | 1885   | 1900   | 1925   | 1950   | 1961   | 1970   | 1987   | 2025  |
| Einwohner | 12    | 15    | 17     | 15     | 8      | 7      | 8      | 29     | 11     | 7      | 2      | 4     |
| Häuser    | 2     |       |        |        | 2      | 2      | 2      | 3      | 2      |        | 1      |       |
| Quelle    | [ 6 ] | [ 7 ] | [ 10 ] | [ 11 ] | [ 12 ] | [ 13 ] | [ 14 ] | [ 15 ] | [ 16 ] | [ 17 ] | [ 18 ] | [ 1 ] |

## Religion
Stiftsgrün ist seit der Reformation evangelisch-lutherisch geprägt und bis heute nach Leupoldsgrün gepfarrt.